# 629 v.Chr.
Het jaar 629 v.Chr. is een jaartal volgens de christelijke jaartelling.

## Gebeurtenissen

### Klein-Azië
- De Scythen plunderen de havenstad Ashdod en vallen het Assyrische Rijk binnen.

## Overleden
- Erimena, koning van Urartu